# Ommastrephes bartramii
Il totano nero (Ommastrephes bartramii (Lesueur, 1821)) è una specie di grande calamaro pelagico appartenente alla famiglia Ommastrephidae, presente nelle acque oceaniche subtropicali e temperate di tutto il mondo.
È una specie bioluminescente.

## Tassonomia
Ommastrephes bartramii appartiene alla famiglia Ommastrephidae, sottofamiglia Ommastrephinae. Fu descritto per la prima volta dal naturalista, esploratore e artista francese Charles Alexandre Lesueur nel 1821. I tassonomisti russi considerano le diverse popolazioni con cicli di riproduzione separati come sottospecie. Inizialmente si pensava che Ommastrephes bartramii fosse l'unica specie appartenente al genere monospecifico Ommastrephes. Tuttavia, uno studio del 2020 che ha utilizzato il DNA mitocondriale per valutare esemplari provenienti da quasi l'intera area di distribuzione ha rivelato che il genere è in realtà un complesso di specie criptiche allopatriche, con quattro specie distinte identificate in modo coerente. Di conseguenza, in combinazione con informazioni morfologiche e metaboliche tratte dalla letteratura, sono stati riesumati tre nomi precedentemente sinonimizzati: Ommastrephes brevimanus, Ommastrephes caroli e Ommastrephes cylindraceus. Sono stati anche proposti nuovi areali di distribuzione per ciascuna specie.

## Descrizione
Gli Ommastrephes bartramii si distinguono facilmente per la presenza di una banda allungata di colore argento situata al centro della parte ventrale del mantello. I maschi adulti generalmente hanno una lunghezza del mantello di 29-32 cm, ma possono raggiungere una lunghezza massima di 45 cm. Le femmine adulte sono molto più grandi, con una lunghezza del mantello solitamente intorno ai 50 cm e una lunghezza massima conosciuta di 60 cm.

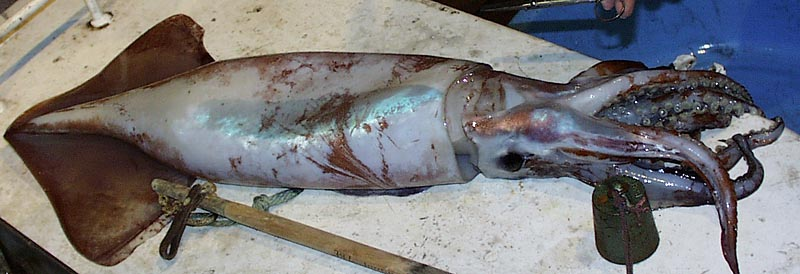
Un totano nero appena pescato nelle acque a nord delle Hawaii. È chiaramente visibile la caratteristica banda ventrale argentata.

Le loro braccia non possiedono membrane laterali e presentano da 9 a 27 ventose nella serie ventrale e da 10 a 25 ventose nella serie dorsale. Le terze braccia sinistra e destra hanno membrane protettive più larghe rispetto alla larghezza delle braccia stesse. L'ectocotile si sviluppa dal quarto braccio sinistro o destro. Un'altra caratteristica distintiva di O. bartramii è la presenza di 4-7 ventose dentate sulla clava tentacolare, vicino alle ventose carpali dell'apparato di bloccaggio carpale. Questo tratto è particolarmente utile per distinguerlo da Sthenoteuthis pteropus.
I fotofori sono presenti, ma di dimensioni ridotte, irregolari e limitati al lato ventrale del mantello, della testa e dei tentacoli. Non sono presenti fotofori viscerali.
Come altri ommastrefidi e onicoteutidi noti come «calamari volanti», i totani neri sono in grado di saltare fuori dall'acqua, similmente ai pesci volanti. A volte finiscono involontariamente sui ponti delle navi. Questo accade più frequentemente durante condizioni meteorologiche avverse o in presenza di predatori, e si presume che tale comportamento sia una risposta instintiva a una minaccia. I calamari volanti sono stati osservati mentre mettevano in atto comportamenti che prolungano il tempo trascorso in aria, rendendo il loro movimento più simile al volo che a una semplice planata. Tuttavia, i biologi non comprendono ancora pienamente i meccanismi esatti che permettono a questi calamari di librarsi in aria. Nonostante ciò, il fenomeno si verifica frequentemente, e per quando riguarda Ommastrephes bartramii ne esiste almeno una prova fotografica.

## Distribuzione e habitat

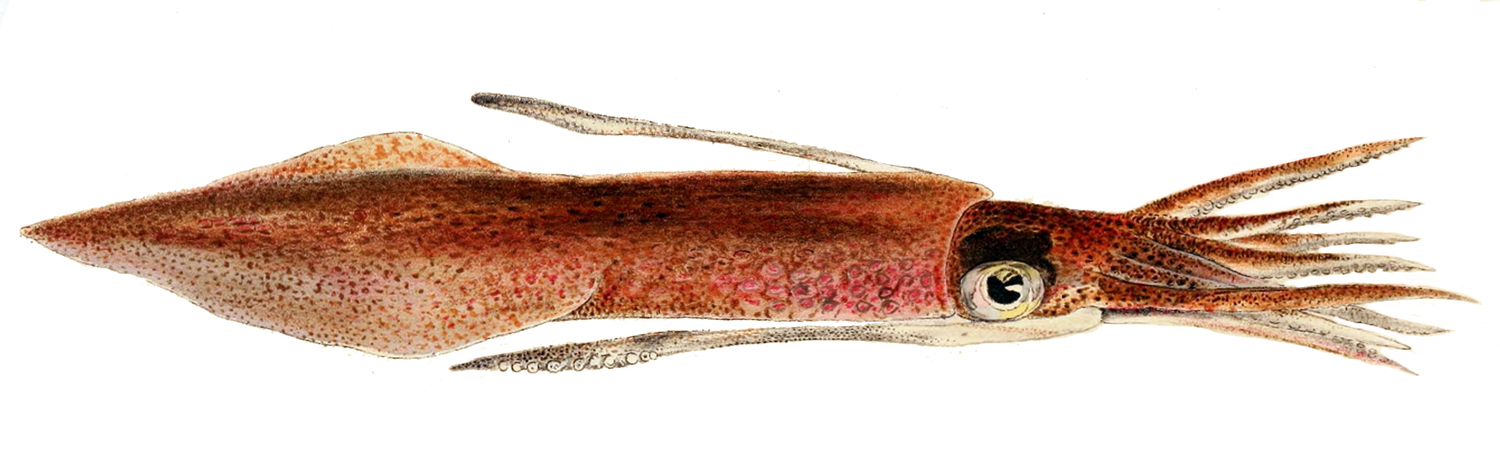
Disegno di Ommastrephes bartramii nel libro Report on the Invertebrata of Massachusetts (1870).

Il totano nero ha una distribuzione cosmopolita, essendo presente nelle acque subtropicali e temperate degli oceani Pacifico, Atlantico e Indiano. Viene osservato raramente nel Mar Mediterraneo.
Durante la notte, questi calamari si spingono generalmente ad alimentarsi appena sotto la superficie vicino alle fronti d'acqua fredda, a profondità comprese tra 0 e 70 metri. Durante il giorno, si immergono a profondità comprese tra 300 e 700 metri, anche se sono stati osservati a profondità fino a 1490 metri. Questo schema di movimento è noto come migrazione verticale diurna, un comportamento esibito anche da altri organismi oceanici.

## Biologia

### Ciclo vitale
Il totano nero è una specie altamente migratoria. Vive circa un anno, durante il quale completa una migrazione ciclica tra le aree di alimentazione e quelle di riproduzione. L'accoppiamento avviene quando i maschi (che solitamente raggiungono prima la maturità sessuale) trasferiscono le spermatofore alle femmine. Le femmine immagazzinano le spermatofore sulla superficie orale della loro membrana buccale fino a quando anche loro non raggiungono la maturità sessuale e iniziano a deporre le uova. La deposizione è continua e non stagionale: avviene praticamente durante tutto l'anno in eventi di deposizione intermittenti. Ogni femmina depone circa 350.000-3,6 milioni di uova, a seconda delle sue dimensioni. Si presume che maschi e femmine muoiano subito dopo l'accoppiamento e la deposizione delle uova. Le larve appena schiuse misurano circa 1 mm di lunghezza e crescono rapidamente, raggiungendo i 7 mm dopo un mese. Le paralarve migrano verso nord, verso le acque che confinano con le regioni subartiche durante l'estate e l'autunno. Solitamente si nutrono a una profondità di 25 metri dalla superficie. Gli esemplari in sviluppo ritornano alle aree di riproduzione per accoppiarsi.

### Alimentazione
I totani neri si nutrono di piccoli pesci oceanici (come i pesci lanterna e i lucci sauri) e di altri calamari. Sono noti anche per praticare il cannibalismo, cibandosi di esemplari più piccoli della loro stessa specie. A loro volta rappresentano una preda per grandi pesci (come pesci spada, marlin e tonni), squali e mammiferi marini. Inoltre, vengono pescati commercialmente per il consumo umano.